# Surviving Progress
Surviving Progress (I progressi della sopravvivenza) è un film documentario del 2011 scritto e diretto da Mathieu Roy e Harold Crooks e liberamente tratto da A Short History of Progress, un libro di Ronald Wright che parla dei crolli sociali che hanno provocato la distruzione di intere civiltà. Il film è stato presentato all'edizione del 2011 del Toronto International Film Festival.

## Soggetto ed argomento
Il film è costituito da una serie di interviste, intervallate con riprese provenienti da diverse parti del mondo. Il film è ispirato alle lezioni di Wright. Tuttavia, a differenza del libro, che è imperniato sulle antiche civiltà, il film si concentra sull'impatto della civiltà odierna, e sulle conseguenze della ricchezza concentrata.

## Produzione
Nel 2008 la Casa produttrice cinematografica canadese Cinémaginaire aveva acquistato i diritti cinematografici. Il film, diretto da Mathieu Roy e co-diretto da Harold Crooks, è stato coordinato da Daniel Louis e Denise Robert come produttori per Cinemaginaire e da Gerry Flahive come produttore per il National Film Board of Canada. I produttori esecutivi sono stati il regista Martin Scorsese, Silva Basmajian e Big Picture Media Corporation.